# هانالی (هاوایی)
هانالی (به انگلیسی: Hanalei) یک منطقهٔ مسکونی در ایالات متحده آمریکا است که در شهرستان کائوآئی، هاوایی واقع شده‌است. هانالی ۲٫۱ کیلومتر مربع مساحت و ۴۵۰ نفر جمعیت دارد و ۰ متر بالاتر از سطح دریا واقع شده‌است.